# Polymera conjuncta
Polymera conjuncta är en tvåvingeart som beskrevs av Alexander 1913. Polymera conjuncta ingår i släktet Polymera och familjen småharkrankar. Inga underarter finns listade i Catalogue of Life.